# Preben Isaksson
Preben Issaksson (ur. 22 stycznia 1943 w Kopenhadze, zm. 27 grudnia 2008 w Greve) – duński kolarz torowy, brązowy medalista olimpijski oraz trzykrotny medalista mistrzostw świata.

## Kariera
Pierwszy sukces w karierze Preben Issaksson osiągnął w 1962 roku, kiedy wspólnie z Bentem Hansenem, Kurtem vid Steinem i Kajem Jensenem zdobył srebrny medal w drużynowym wyścigu na dochodzenie podczas mistrzostw świata w Mediolanie. Razem z vid Steinem, Hansenem i Leifem Larsenem zdobył an mistrzostwach świata w Liége w 1963 roku brązowy medal w tej samej konkurencji. W 1964 roku wystartował na igrzyskach olimpijskich w Tokio, gdzie zdobył brązowy medal w indywidualnie, wyprzedzili go jedynie Jiří Daler z Czechosłowacji oraz Giorgio Ursi z Włoch. Ostatni medal zdobył na rozgrywanych w 1965 roku mistrzostwach świata w San Sebastián, gdzie zajął indywidualnie trzecie miejsce, przegrywając tylko z Holendrem Tiemenem Groenem oraz Stanisławem Moskwinem z ZSRR. Wielokrotnie zdobywał medale torowych mistrzostw kraju, w tym osiem złotych.